# Flabellina marcusorum
Esta especie es una babosa marina (Flabellina marcusorum). Es un gasterópodo de la familia Flabellinidae. También se le conoce como Eólido de Marcus. Habita en zonas del intermareal hasta una profundidad máxima de 200 metros, en el Océano Pacífico.

## Clasificación y descripción
Flabellina marcusorum es un nudibranquio de la familia Flabellinidae, del orden Nudibranchia. Su color es heterogéneo; tiene un cuerpo de color blanco a morado claro. Los tentáculos orales son del mismo color del cuerpo y de color más blanquecino y una banda de color morado obscuro en la parte media. Alcanza hasta los 25 mm de longitud.

## Distribución
Esta especie se distribuye desde la Isla de Cedros en Baja California, en el Golfo de California y el Pacífico mexicano, en México; hasta Panamá, y las Islas Galápagos, en el Ecuador.

## Hábitat
Flabellina marcusorum se puede encontrar en zonas con hidroideos, de los cuales se alimenta. Puede distribuirse hasta los 200 metros de profundidad.

## Estado de Conservación
Hasta el momento en México no se encuentra en ninguna categoría de protección, ni en la Lista Roja de la IUCN (International Union for Conservation of Nature) ni en CITES (Convención sobre el Comercio Internacional de Especies Amenazadas de Fauna y Flora Silvestres).